# Franco Coppi
Franco Coppi (Tripoli, 29 ottobre 1938) è un avvocato e giurista italiano.

## Biografia
Nato in Tripolitania, allora colonia italiana, nel 1938, si laurea in Giurisprudenza all'Università di Roma "La Sapienza". Allievo e assistente di Giuliano Vassalli e di Angelo Raffaele Latagliata, è professore ordinario dal 1975. Dopo aver insegnato all'università di Teramo e in quella di Perugia, dal 1990 al 2011 è ordinario di Diritto penale presso l'Università di Roma "La Sapienza". È professore emerito dal 2011.
Avvocato dal 1964, nel corso della sua carriera ha difeso molti imputati eccellenti in processi dall'alto impatto mediatico, tra cui Giulio Andreotti (assieme a Giulia Bongiorno e Gioacchino Sbacchi), don Pierino Gelmini (rinunciando però all'incarico), Antonio Fazio nel processo per lo scandalo di Antonveneta, due imputati nel caso di Rignano Flaminio, Sabrina Misseri, i genitori di Marco Vannini nell'omonimo processo, Raniero Busco nel processo del delitto di via Poma, e Gianni De Gennaro nel processo per i fatti della scuola Diaz, Bruno Conti e Francesco Totti nel caso Failla, Vittorio Emanuele di Savoia, Piero Angela, Bruno Romano nel caso Marta Russo (questi ultimi due sempre con l'avvocato Bongiorno), la ThyssenKrupp nel processo per il rogo delle acciaierie di Terni, Silvio Berlusconi nel processo Mediaset e nel processo Ruby e Luca Traini per l'attentato di Macerata. Assume l’incarico di difendere Pietro Genovese a seguito dell’omicidio stradale di due giovani in Corso Francia a Roma.

## Pubblicazioni
- Studi sul reato continuato, 1966
- Reato continuato e cosa giudicata, 1969
- Maltrattamenti in famiglia, 1979

A cura di
- Reato contro la pubblica amministrazione, Giappichelli, 1993
- I delitti contro l'amministrazione della giustizia, Giappichelli, 1996
- I reati sessuali, Giappichelli, 2000